# LUVOIR
Large UV Optical Infrared Surveyor (укр. Великий ультрафіолетовий оптичний інфрачервоний інспектор) — проєкт космічної обсерваторії, що працюватиме в ультрафіолетовому, видимому та інфрачервоному діапазонах (100—2500 нм). Це одна із чотирьох запропонованих розробок у межах програми «Flagship», переможця якої визначать у 2020 році.
Ключова наукова мета проєкту — дослідити широкий спектр екзопланет, перевіривши їх на життєздатність шляхом аналізу структури атмосфери та поверхні. Для визначення біосигнатур становить інтерес знаходження CO2, CO, молекулярного O2, O3, H2O та CH4 (метану). LUVOIR досліджуватиме також і інші характеристики екзопланет, такі як їх масу, тип зірки, до системи якої вони належать, їх вік тощо. Буде отримана інформація, що допоможе зрозуміти, як УФ-випромінювання від зірки впливає на життєздатність планет. У межах Сонячної системи буде доступна можливість спектроскопічного спостереження та отримання фотографій високої якості. Телескоп може зіграти важливу роль у вивченні кріогейзерів на супутниках Сатурна і Юпітера — Енцеладі
та Європі.

Логотип проєкту

LUVOIR оснастять коронографом (ECLIPS), здатним вивчати подібні до Землі планети методом прямого спостереження. Також можлива наявність УФ спектрографа (LUMOS) та УФ поляриметра (POLLUX).
Розробники поки не визначилися із розмірами свого дітища, позаяк вони значною мірою залежать від габаритів обтічника корисного вантажу ракети, що здійснюватиме запуск. Діаметр обтічника наявної на 2019 рік ракети із достатньою потужністю не перевищує 5,2 м (Falcon Heavy). Тому запустити вона може телескоп, що у розгорнутому вигляді буде мати головне дзеркало у 8 м. Однак, враховуючи прогрес у ракетобудуванні, що дозволить отримати обтічники у 8,4 та 9 м (SLS та BFR) розглядається можливість збільшення розміру телескопа до 15 м. Для порівняння, діаметр дзеркала Габбла — 2,4 м, а Джеймса Вебба — 6,5 м.